# 昂皮斯
昂皮斯（法語：Ampus，法語發音：[ɑ̃pys]）是法国普罗旺斯-阿尔卑斯-蓝色海岸大区瓦尔省的一个市镇，位于该省北部略偏东，属于德拉吉尼昂区。

## 地理
昂皮斯（43°36'24"N, 6°22'55"E）面积82.77 平方千米，位于法国普罗旺斯-阿尔卑斯-蓝色海岸大区瓦尔省，该省份为法国东南部沿海省份，北起上普罗旺斯阿尔卑斯省，西北角与沃克吕兹省接壤，西接罗讷河口省，南濒地中海，东临滨海阿尔卑斯省。
与昂皮斯接壤的市镇（或旧市镇、城区）包括：艾吉讷、沙托杜布勒、德拉吉尼昂、弗拉约斯克、图尔图、韦里尼翁。

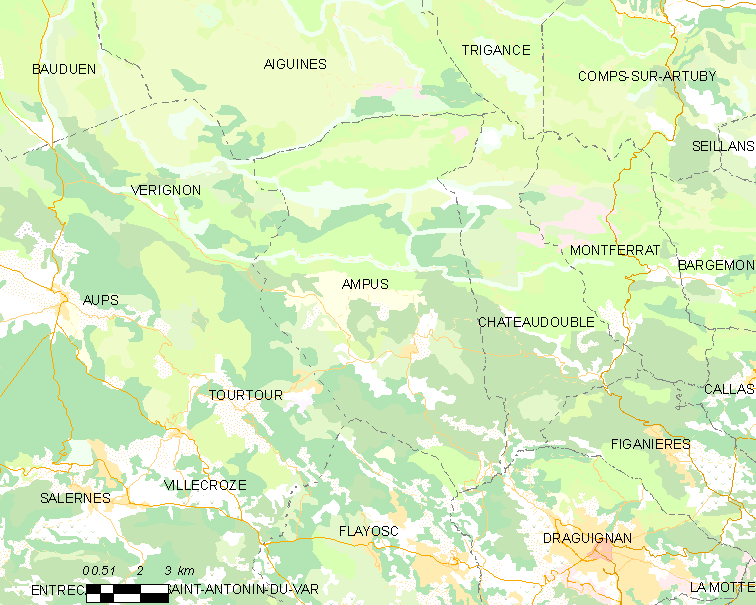
昂皮斯的OSM定位图

昂皮斯的时区为UTC+01:00、UTC+02:00（夏令时）。

## 行政
昂皮斯的邮政编码为83111，INSEE市镇编码为83003。

## 政治
昂皮斯所属的省级选区为弗拉约斯克县。

## 人口

1962-2008年间昂皮斯人口变化图示

昂皮斯于2022年1月1日时的人口数量为894人。